# Jerzy Wielicki
Jerzy Wielicki (ur. 7 listopada 1928 w Warszawie, zm. 1996 w Gdyni) – polski artysta, malarz.

## Edukacja
W latach 1947–1950 studiował w Państwowej Wyższej Szkole Sztuk Pięknych w Sopocie w pracowni prof. J. Studnickiego i prof. J. Żuławskiego oraz w latach 1950–1951 w ASP w Warszawie w pracowni prof. J.S. Sokołowskiego.

## Wystawy indywidualne
- 1956 – galeria ZPAP, Warszawa
- 1961 – galeria MDM, Warszawa
- 1962 – galeria MDM, Warszawa
- 1964 – galeria DAP, Warszawa
- 1965 – galeria MDM, Warszawa
- 1966 – galeria DAP, Studio 66, Warszawa
- 1969/1970 – CBWA, Warszawa, prezentacja 5 wystaw indywidualnych w warszawskich zakładach pracy (Maria Anto, Krystyna Brzechwa, Anna Lisiewicz, Jerzy Wielicki, grupa Neo-Neo)
- 1973 – galeria DAP, Warszawa
- 1977 – Salon Sztuki BWA, Gdynia
- 1993 – Galeria Telewizyjna, Gdynia
- 1994 – Galeria Pałacowa, Krokowa
- 1995 – Gdyński Klub Wspólnoty Obywatelskiej, Gdynia
- 1999 – "Poszukiwania", Galeria "Koło"[2], Gdańsk
- 2000 – "Poszukiwania: Praca Z Lat 1950–1960"[3], galeria Baszta Czarownic, BWA Słupsk.

Źródło:

## Wybrane wystawy zbiorowe
- 1954 – Szczecin
- 1959 – ogólnopolska wystawa młodych, BWA Sopot
- 1960 – ogólnopolska wystawa, Radom
- 1962 – XV-lecie PRL
- 1963 – ogólnopolska wystawa młodych, BWA Sopot
- 1966 – "Collage", Londyn
- 1968 – rysunek, gwasz, galeria MDM, Warszawa
- 1969 – BWA Bydgoszcz, (temat muzyczny)
- 1969 – "Człowiek i Praca", Zachęta, Warszawa
- 1969 – "Żyrardów w sztuce", Żyrardów
- 1970 – festiwal warszawski, Warszawa
- 1971 – "Warszawa w sztuce", Warszawa
- 1971 – polska sztuka współczesna, Århus, Hagen, Frankfurt
- 1972 – Finlandia
- 1972 – VI Festiwal Malarstwa Współczesnego, Szczecin (nagroda Prezydenta Miasta Szczecina)[5]
- 1973 – "Sport w sztuce", Madryt
- 1973 – "Warszawa w sztuce", Warszawa
- 1973 – "Złote Grono", BWA Zielona Góra[6]
- 1975 – Belgia, Grecja
- 1995 – „W poszukiwaniu wartości", Galeria "Koło", Gdańsk.

Źródło:

## Nagrody i stypendia
W 1972 roku otrzymał nagrodę Prezydenta Miasta Szczecina na VI Festiwalu Polskiego Malarstwa Współczesnego w Szczecinie. W 1982 roku otrzymał I nagrodę w międzynarodowym konkursie w Londynie, zorganizowanym przez firmę Rowney.